# Frank John Hughes
Frank John Hughes (El Bronx, Nueva York; 11 de noviembre de 1967) es un actor estadounidense de cine y televisión conocido principalmente por su interpretación de William Guarnere en la miniserie de HBO Band of Brothers y de Tom Fox en Atrápame si puedes. 

## Biografía
Nativo de South Bronx, Hughes estudió composición de jazz en la Universidad Berklee de Música en Boston antes de realizar su debut en el cine con la película de Robert Celestino, True Convictions (1991). Desde entonces ha actuado en películas como Bad Boys (1995), junto a Will Smith, Lonely in America (1991), The Funeral (1996), junto a Benicio del Toro y Christopher Walken, Layin' Low (1996), Mr. Vincent (1997) (por la que obtendría una gran aclamación del público en el Festival de Cine de Sundance por su papel como John Vincent), Urban Jungle (1999), Robbers (2000), Anacardium (2001) (por la cual ganó el premio de mejor actor en el New York Independent Film Festival) y la película de Steven Spielberg Atrápame si puedes (2002), junto a Tom Hanks y Leonardo DiCaprio. 
Además, participa en la película de Robert Celestino Yonkers Joe, junto a Chazz Palminteri y Christine Lahti y en el largometraje de Jon Avnet Righteous Kill, junto a actores como Robert De Niro y Al Pacino. 
Aparte de sus actuaciones en películas, Hughes es una estrella invitada recurrente en varias series de televisión. Entre ellas destaca The Sopranos, donde tuvo el papel de Walden Belfiore, un soldado de la familia Soprano, quien comete el histórico "último homicidio" en la serie cuando mata al jefe de los Lupertazzi, Phil Leotardo. 
Hughes también gozó de reconocimiento internacional por su interpretación del soldado "Wild Bill" Guarnere en la miniserie de HBO Band of Brothers (2001), la cual ganó tanto el Premio Globo de Oro y el Premio Emmy por Mejor Miniserie.  
También actuó en la serie de Dick Wolf Players (1997) y en LAX, para la NBC. Otras apariciones incluyen Cover Me (como recurrente), Law & Order, Homicide: Life on the Street, Feds, Without a Trace, Monk, Boomtown, Kings of South Beach, Curb Your Enthusiasm, The Path to 9/11, Law & Order: Criminal Intent, y varias más. 
En 2007 Hughes se unió al elenco de la serie 24 como el secretario de Seguridad Nacional Tim Woods.
En el año 2012 formó parte del elenco de la película Blue Lagoon: The Awakening, junto a Indiana Evans, Brenton Thwaites y Denise Richards, entre otros.